# ツルアラメ
ツルアラメ（蔓荒布、学名：Ecklonia cava ssp. stolonifera）は、コンブ目コンブ科カジメ属に属する大型の褐藻の1種である。多年生の海藻であり、1本の茎（茎状部）の先端に葉（葉状部）がつき、ときにその両縁から側葉が羽状に伸びている（右図）。茎の基部からは長い匍匐枝を伸ばし、そこから新たな藻体が生じて栄養繁殖を行う（右図）。葉の表面はふつうシワ状である（右図）。北海道南部から九州、韓国の日本海岸に分布する。潮下帯に生育し、水深199メートルからの採集記録もある。「ツルアラメ」の名は、匍匐枝を伸ばすことに由来する。

## 特徴
ツルアラメの胞子体は発達した付着器と茎（茎状部）、その先端についた葉（葉状部）からなる（右上図）。多年生（最大5-6年）であり、長さ25-150センチメートルになる。茎の基部から匍匐枝（匍匐根枝、匍匐茎、ストロン）が横に伸び、所々から細い根枝が生じて基質に付着している（右上図）。茎は円柱状、直径3-5ミリメートル、長さ5-50センチメートルになる。葉は帯状、披針形、長楕円形、円形などであり、幅5-30センチメートル、長さ20-100センチメートル、基部はくさび形または円形、中帯部と縁辺部の厚さは同程度、葉面には不規則なシワがある（右上図）。葉の両縁はときに羽状に伸びて側葉となり、側葉は幅1-5センチメートル、長さ3-15センチメートル、葉縁には鋸歯状の突起がある（右上図）。茎と葉には粘液腔道があり、茎ではときに不規則な2列になる。
匍匐枝から新しい藻体が生じて栄養繁殖を行う（右上図）。近縁の褐藻とは異なり、ツルアラメは主に栄養繁殖によって安定的な群落の維持拡大を行っていることが報告されている。またツルアラメは、葉の両面に多数の遊走子嚢（単子嚢）からなる子嚢斑を形成する。子嚢斑は最初にシワの窪みに形成され、やがてこれがつながって不規則な楕円形の子嚢斑になる。遊走子は着生して微小な糸状の配偶体となり、卵生殖を行う。

## 分布・生態
北海道南部から九州北部、韓国にかけての日本海沿岸に分布する。低潮線付近から潮下帯のやや深場（ふつう水深2-35メートル）に生育する。若狭湾沖で水深199メートルの海底から採集された記録があり、海藻の最深記録とされることもある。
ツルアラメは多年生であるため、サザエやアワビ、ウニ類などの藻食動物にとって餌として重要である。ただしツルアラメ群落内にはキタムラサキウニやエゾアワビはほとんど認められないとされ、またツルアラメはアラメやアントクメなど他のコンブ目藻類にくらべてポリフェノール（フロロタンニン）を多く含み、これが忌避成分となっていることが報告されている。ツルアラメのポリフェノール含量は冬から春に少なく夏から秋に多い。

## 人間との関わり
東北地方から北陸地方の日本海側では、ツルアラメは食用とされることがある。ただし上記のようにツルアラメはポリフェノールを多く含み、それが苦味やえぐみの原因となるため、これが少ない冬から初夏にかけての若芽が利用される。佐渡地方ではツルアラメを刻んで煮たものを枠に入れて乾燥させ、「板アラメ」として販売している。
またツルアラメの苦味やえぐみの原因となるポリフェノールについては抗酸化作用や血糖上昇抑制作用が報告されており、これを利用した製品も販売されている。
ツルアラメは繁殖力が強いため（匍匐枝から新たな藻体を形成する栄養繁殖を行う）、1990年代よりマコンブやワカメなど商品価値が高い海藻の漁場に侵入し、その成長を阻害することが報告されるようになった。被害を受けた大間町（青森県）の漁協では、駆除と活用の両面から食用海藻としての利用が進められ、2010年には23トンが販売されている。

## 分類
ツルアラメは、(Okamura(1913)) によってカジメ属の新種（Ecklonia stolonifera）として記載された。ツルアラメに類似したカジメ属の種としてクロメやカジメがあるが、ツルアラメは匍匐枝をもつ点でこれらの種とは区別される。しかし遺伝子解析からは、ツルアラメとクロメ、カジメの間の形態的差異は、遺伝的差異とは一致しないことが示されている。また交配実験では、ツルアラメはクロメやカジメととの間で正常な胞子体が形成されたことが報告されている。そのため、ツルアラメとクロメはカジメの亜種とすることが提唱され、ツルアラメは Ecklonia cava ssp. stolonifera と命名された。また日本海側で形態的にクロメと同定される個体（匍匐枝を欠く）は遺伝的にはツルアラメを含む系統群に属することが示されており、このような個体に対しては Ecklonia cava var. kuromeoides として変種レベルで命名されている。